# Himalayasanger
Himalayasanger (latin: Phylloscopus humei) er en lille spurvefugl på 9-10 cm. Arten er er også blevet kaldt Humes sanger.
Yngleområdet er de centralasiatiske bjergskove. Himalayasanger er en sjælden gæst i Danmark om efteråret. Den er en nær slægtning til hvidbrynet løvsanger (Phylloscopus inornatus), og ofte angivet som en underart af denne.